# Марко Фридман
Марко Хаим Фридман е български терорист от Българската комунистическа партия (тесни социалисти)

## Биография
Роден е на 28 март 1892 година в Стара Загора в еврейско семейство. Става член на БРСДП (т.с.) през 1911 г. Участва като ученик в Стара Загора в социалистически кръжок. Завършва право в Софийския университет. През Първата световна война е командир на рота. Член е на партийния комитет в софийския квартал Юч Бунар (1918 – 23), общински съветник в София (1923). Редактор във вестник „Братство“ (1921 – 1923). Един от основателите на кооперация „Освобождение“. Участва в подготовката на Септемврийското въстание (1923).
От 1924 г. е член на Централната военна комисия при ЦК на БКП и участва в подготовката на атентата в църквата „Света Неделя“. На 26 март 1925 г. е ранен в престрелка с полицията. След атентата на 16 април, Велики четвъртък, е заловен, и съден. Преди четенето на присъдата, вземайки последна дума, заявява, че имайки ясното съзнание влязъл в една нелегална организация, с крайна цел – повдигане на въоръжено въстание. Съжалявал, че след Деветоюнския преврат, партията като една революционна организация трябвало да застане на страната на един контрапреврат, но тя изменила на идеалите си и го докарала до положението да дойде пред съда и да отговаря за избиването на невинни хора.
Признат за виновен по две от трите му предявени обвинения (по ЗЗД в свръзка с Наказателния закон, а последното със Закона за изтребление на разбойниците) и по съвкупност е осъден на смърт чрез обесване на публично място и обесен публично.